# Santiago Yusta
Santiago Yusta García (Madrid, 28 aprile 1997) è un cestista spagnolo, che gioca come ala piccola nel CB Canarias, squadra che milita nella Liga ACB, massima divisione della pallacanestro spagnola.

## Carriera

### Club
Dopo esser cresciuto nelle giovalini del Club Baloncesto Torrejón e del Real Madrid, debutta nella stagione 2013-14 nel basket professionistico con la squadra riserve del Real Madrid, squadra che milita in Liga EBA, quarta divisione spagnola. Nella stagione successiva, Yusta gioca i suoi primi minuti in Liga ACB, oltre ad essere uno dei protagonisti nella vittoria dell'Euroleague Next Generation Tournament del 2015.
A luglio 2015 passa al'Obradoiro, club anch'esso militante in ACB, firmando un contratto triennale con la squadra galiziana. Nella sua prima stagione all'Obradoiro, Yusta viene nominato nella migliore squadra giovanile della Liga ACB.
Il 3 luglio 2017 firma un contratto biennale con il Real Madrid.

### Nazionale
Yusta ha giocato nove partite con la nazionale spagnola Under-16, con una media di 13,3 punti, 5,2 rimbalzi, 2,0 assist e 2,1 palle rubate a partita, vincendo il titolo europeo di categoria nel 2013. Nel 2014, Yusta guida la nazionale Under-17 fino alle semifinali del mondiale, chiudendo la manifestazione con 14,1 punti e 3,9 rimbalzi di media. Yusta ha giocato anche gli europei Under-18 con la nazionale spagnola, oltre ad essere stato una pedina fondamentale per la vittoria del campionato europeo Under-20 del 2016. Yusta infatti segnò 10,7 punti a partita, oltre a 5,4 rimbalzi, 2,4 assist e 2,1 palle rubate di media.

## Palmarès
- Campionato spagnolo: 3

Real Madrid: 2014-15, 2017-18, 2018-19
- Supercoppa spagnola: 1

Real Madrid: 2018
- Eurolega: 1

Real Madrid: 2017-18
- Coppa Intercontinentale: 1

Canarias: 2020